# Barranca Honda, Chiapas
Barranca Honda är en ort i Mexiko.   Den ligger i kommunen Chiapa de Corzo och delstaten Chiapas, i den sydöstra delen av landet, 700 km öster om huvudstaden Mexico City. Barranca Honda ligger 406 meter över havet och antalet invånare är 327.
Terrängen runt Barranca Honda är varierad. Runt Barranca Honda är det ganska tätbefolkat, med 80 invånare per kvadratkilometer. Närmaste större samhälle är Chiapa de Corzo, 10,0 km nordväst om Barranca Honda. Omgivningarna runt Barranca Honda är en mosaik av jordbruksmark och naturlig växtlighet.